# Tulasnella
Tulasnella of Waaszwam is een geslacht van schimmels behorend tot de familie Tulasnellaceae. Het geslacht werd voor het eerst in 1888 beschreven door de mycoloog Joseph Schröter. Hij noemde het geslacht naar de Franse artsen, botanici en mycologen Charles en Louis René Tulasne. De typesoort is Tulasnella lilacina.

## Soorten
Volgens Index Fungorum telt het geslacht 83 soorten (peildatum maart 2023):
| Soortnaam                                       | Auteur(s)                                                                                  | Publicatiejaar |
| ----------------------------------------------- | ------------------------------------------------------------------------------------------ | -------------- |
| Tulasnella aggregata                            | (L.S. Olive) L.S. Olive                                                                    | 1957           |
| Tulasnella albertensis                          | (Currah & Zelmer) J. Mack & P. Roberts                                                     | 2021           |
| Tulasnella albida (Witte waaszwam)              | Bourdot & Galzin                                                                           | 1928           |
| Tulasnella allantospora (Kromsporige waaszwam)  | Wakef. & A. Pearson                                                                        | 1923           |
| Tulasnella amonilioides                         | (P.R.M. Almeida, N. Van den Berg & Góes-Neto) S. Fujimori, J.P. Abe, I. Okane & Y. Yamaoka | 2019           |
| Tulasnella anaticula                            | (Currah) S. Fujimori, J.P. Abe, I. Okane & Y. Yamaoka                                      | 2019           |
| Tulasnella andina                               | D. Cruz, J.P. Suárez & M. Piepenbr.                                                        | 2015           |
| Tulasnella anguifera                            | P. Roberts                                                                                 | 1992           |
| Tulasnella asymmetrica                          | Warcup & P.H.B. Talbot                                                                     | 1967           |
| Tulasnella aurantiaca                           | (Bonord.) J. Mack & Seifert                                                                | 2021           |
| Tulasnella australiensis                        | Arifin, T.W. May & C.C. Linde                                                              | 2021           |
| Tulasnella balearica                            | P. Roberts                                                                                 | 1996           |
| Tulasnella bifrons                              | Bourdot & Galzin                                                                           | 1924           |
| Tulasnella bourdotii                            | Jülich                                                                                     | 1982           |
| Tulasnella brigadeiroensis                      | E.F.S. Freitas, Meir. Silva & M.C.M. Kasuya                                                | 2020           |
| Tulasnella brinkmannii                          | Bres.                                                                                      | 1920           |
| Tulasnella bucina                               | Duhem & Schultheis                                                                         | 2014           |
| Tulasnella calendulina                          | (Zelmer & Currah) J. Mack & P. Roberts                                                     | 2021           |
| Tulasnella calospora (Langsporige waaszwam)     | (Boud.) Juel                                                                               | 1897           |
| Tulasnella cinchonae                            | Racib.                                                                                     | 1909           |
| Tulasnella concentrica                          | Arifin, T.W. May & C.C. Linde                                                              | 2021           |
| Tulasnella conidiata                            | L.S. Olive                                                                                 | 1957           |
| Tulasnella convivalis                           | Trichies                                                                                   | 2007           |
| Tulasnella cruciata                             | Warcup & P.H.B. Talbot                                                                     | 1971           |
| Tulasnella cumulopuntioides                     | S. Fujimori, J.P. Abe, I. Okane & Y. Yamaoka                                               | 2018           |
| Tulasnella curvispora                           | Donk                                                                                       | 1966           |
| Tulasnella cystidiophora                        | Höhn. & Litsch.                                                                            | 1906           |
| Tulasnella danica (Klontjeswaaszwam)            | Hauerslev                                                                                  | 1987           |
| Tulasnella deliquescens (Ingesloten waaszwam)   | (Juel) Juel                                                                                | 1914           |
| Tulasnella dendritica                           | S. Fujimori, J.P. Abe, I. Okane & Y. Yamaoka                                               | 2018           |
| Tulasnella densa                                | Arifin, T.W. May & C.C. Linde                                                              | 2021           |
| Tulasnella dissitispora                         | P. Roberts                                                                                 | 1994           |
| Tulasnella echinospora                          | P. Roberts                                                                                 | 2004           |
| Tulasnella eichleriana (Roze waaszwam)          | Bres.                                                                                      | 1903           |
| Tulasnella ellipsoidea                          | S. Fujimori, J.P. Abe, I. Okane & Y. Yamaoka                                               | 2018           |
| Tulasnella epiphytica                           | (O.L. Pereira, Rollemb. & Kasuya) J. Mack & P. Roberts                                     | 2021           |
| Tulasnella eremophila                           | M. Dueñas, Tellería & M.P. Martín                                                          | 2015           |
| Tulasnella falcifera                            | P. Roberts                                                                                 | 1992           |
| Tulasnella fuscoviolacea                        | Bres.                                                                                      | 1900           |
| Tulasnella griseorubella                        | Litsch.                                                                                    | 1933           |
| Tulasnella guttulata                            | L.S. Olive                                                                                 | 1957           |
| Tulasnella hadrolaeliae                         | E.F.S. Freitas, Meir. Silva & M.C.M. Kasuya                                                | 2020           |
| Tulasnella helicospora                          | Raunk.                                                                                     | 1918           |
| Tulasnella hyalina                              | Höhn. & Litsch.                                                                            | 1908           |
| Tulasnella inclusa                              | (M.P. Christ.) Donk                                                                        | 1966           |
| Tulasnella inquilinia                           | (Currah, Zettler & McInnis) J. Mack & P. Roberts                                           | 2021           |
| Tulasnella interrogans                          | P. Roberts                                                                                 | 1992           |
| Tulasnella irregularis                          | Warcup & P.H.B. Talbot                                                                     | 1980           |
| Tulasnella kirschneri                           | D. Cruz, J.P. Suárez & M. Piepenbr.                                                        | 2015           |
| Tulasnella kongoensis                           | P. Roberts                                                                                 | 1997           |
| Tulasnella lilacina                             | J. Schröt.                                                                                 | 1888           |
| Tulasnella lividogrisea                         | Rick                                                                                       | 1934           |
| Tulasnella occidentalis                         | Arifin, T.W. May & C.C. Linde                                                              | 2021           |
| Tulasnella orchidis                             | E.S. Cruz, E.F.S. Freitas, Meir. Silva & M.C.M. Kasuya                                     | 2020           |
| Tulasnella pacifica                             | L.S. Olive                                                                                 | 1957           |
| Tulasnella pallida (Violette waaszwam)          | Bres.                                                                                      | 1903           |
| Tulasnella pallidocremea                        | Jülich                                                                                     | 1976           |
| Tulasnella papillata                            | (L.S. Olive) L.S. Olive                                                                    | 1957           |
| Tulasnella permacra                             | P. Roberts                                                                                 | 1993           |
| Tulasnella phuhinrongklaensis                   | Rachanarin, Suwannar. & Lumyong                                                            | 2018           |
| Tulasnella pinicola (Dennenwaaszwam)            | Bres.                                                                                      | 1903           |
| Tulasnella prima                                | C.C. Linde & T.W. May                                                                      | 2017           |
| Tulasnella pruinosa (Berijpte waaszwam)         | Bourdot & Galzin                                                                           | 1924           |
| Tulasnella punctata                             | Arifin, T.W. May & C.C. Linde                                                              | 2021           |
| Tulasnella quasiflorens                         | P. Roberts                                                                                 | 1994           |
| Tulasnella robusta                              | Gresl. & Rajchenb.                                                                         | 2001           |
| Tulasnella rogersii                             | (L.S. Olive) L.S. Olive                                                                    | 1957           |
| Tulasnella rosea                                | Arifin, T.W. May & C.C. Linde                                                              | 2021           |
| Tulasnella saveloides                           | P. Roberts                                                                                 | 1993           |
| Tulasnella secunda                              | C.C. Linde & T.W. May                                                                      | 2017           |
| Tulasnella sphaerospora                         | G.W. Martin                                                                                | 1939           |
| Tulasnella sphagneti                            | C.C. Linde & T.W. May                                                                      | 2017           |
| Tulasnella subglobospora (Blauwgrijze waaszwam) | Hjortstam                                                                                  | 1983           |
| Tulasnella thelephorea (Korstjeswaaszwam)       | (Juel) Juel                                                                                | 1914           |
| Tulasnella tomaculum (Kortsporige waaszwam)     | P. Roberts                                                                                 | 1993           |
| Tulasnella traumatica                           | (Bourdot & Galzin) Sacc. & Trotter                                                         | 1912           |
| Tulasnella valentini                            | Van de Put                                                                                 | 1997           |
| Tulasnella vernicosa                            | Bourdot & Galzin                                                                           | 1928           |
| Tulasnella violea (Lila waaszwam)               | (Quél.) Bourdot & Galzin                                                                   | 1909           |
| Tulasnella vitrea                               | Rick                                                                                       | 1934           |
| Tulasnella warcupii                             | C.C. Linde & T.W. May                                                                      | 2017           |
| Tulasnella zooctonia                            | Drechsler                                                                                  | 1969           |
| Tulasnella zygopetali                           | E.S. Cruz, E.F.S. Freitas, Meir. Silva & M.C.M. Kasuya                                     | 2020           |